# 吉林省实验中学
吉林省實驗中學經常被稱為“實驗園”，是吉林省教育廳直屬、省首批辦好的重點中學，是吉林省首批示範性高中，与东北师范大学附属中学(师大附中)、吉林大学附属中学(吉大附中)、长春市十一高中(十一高）并称为“吉林省四大名校”。實驗中學還是國家教育部指定的基礎教育實驗基地校，同樣也是清華大學、北京大學等全國名牌重點大學生源基地校。

## 學校歷史
吉林省實驗中學始建於1948年，校址在吉林市北山腳下，時名為吉林市聯合初級中學。1950年，學校更名為吉林省立第一中學，隨後，學校於1955年隨吉林省政府遷至長春，座落於美麗的南湖之濱，名為吉林省實驗中學。学校由本校和分校组成，截至2019年2月，共有100个教学班，310名任课教师，5031名学生。

## 知名校友
内地知名演员沙溢
著名音乐家雷振邦之女雷雷

## 外部連結
- 吉林省實驗中學官方網站 （页面存档备份，存于）
- 吉林省实验中学官方微博 （页面存档备份，存于）